# Нкулукиди, Жан-Жак
Жан-Жак Нкулукиди (итал. Jean-Jacques Nkouloukidi; род. 15 апреля 1982, Рим) — итальянский легкоатлет, специалист по спортивной ходьбе. Выступал на профессиональном уровне в 2001—2021 годах, двукратный победитель Кубка Европы в командном зачёте, двукратный чемпион Италии в ходьбе на 20 км, участник летних Олимпийских игр в Пекине.

## Биография
Жан-Жак Нкулукиди родился 15 апреля 1982 года в Риме в семье отца-конголезца и матери-гаитянки. Детство провёл в Остии, занимался плаванием, играл в футбол, затем в 1993 году перешёл в лёгкую атлетику.
Впервые заявил о себе на международном уровне в сезоне 2001 года, когда вошёл в состав итальянской сборной и выступил на домашнем юниорском мировом первенстве в Гроссето, где в зачёте ходьбы на 10 000 метров занял 13-е место.
В 2007 году в ходьбе на 20 км стартовал на Кубке Европы в Ройал-Лемингтон-Спа — показал 39-й результат в личном зачёте и вместе с соотечественниками стал серебряным призёром командного зачёта.
В 2008 году в 20-километровой ходьбе с личным рекордом 1:21:45 занял 19-е место на Кубке мира в Чебоксарах. Благодаря череде удачных выступлений удостоился права защищать честь страны на летних Олимпийских играх в Пекине — в дисциплине 20 км показал время 1:26:53, расположившись в итоговом протоколе соревнований на 37-й строке.
В 2009 году на Кубке Европы в Меце завоевал бронзовую и золотую награды в личном и командном зачётах 20 км соответственно. Будучи студентом, представлял страну на Всемирной Универсиаде в Белграде, где в той же дисциплине стал девятым. Принимал участие в чемпионате мира в Берлине — с результатом 1:23:07 закрыл двадцатку сильнейших. Одержал победу на чемпионате Италии в Борго-Вальсугане.
В 2010 году помимо прочего показал 25-й результат на Кубке мира в Чиуауа, защитил звание чемпиона Италии в ходьбе на 20 км.
В 2011 году на Кубке Европы в Ольяне стал пятым в личном зачёте 50 км и тем самым помог соотечественникам выиграть командный зачёт. Позднее в ходьбе на 50 км занял 16-е место на чемпионате мира в Тэгу, установив при этом личный рекорд — 3:52:35.
На Кубке мира 2012 года в Саранске показал в 50-километровой ходьбе 60-й результат.
В 2013 году в дисциплине 50 км занял 14-е место на Кубке Европы в Дудинце и 23-е место на чемпионате мира в Москве.
В 2014 году в той же дисциплине был 17-м на Кубке мира в Тайцане и 21-м на чемпионате Европы в Цюрихе.
Завершил спортивную карьеру по окончании сезона 2021 года.